# 克羅皮夫納 (佐洛喬夫區)
49°41′12″N 24°48′24″E / 49.68667°N 24.80667°E
克羅皮夫納（烏克蘭語：Кропивна），是烏克蘭西部的村莊，隸屬利維夫州的佐洛奇夫區。該村始建於1525年，面積1.19平方公里，海拔高度334米，2024年人口90，人口密度每平方公里121.95人。